# Laelaps (mythologie)

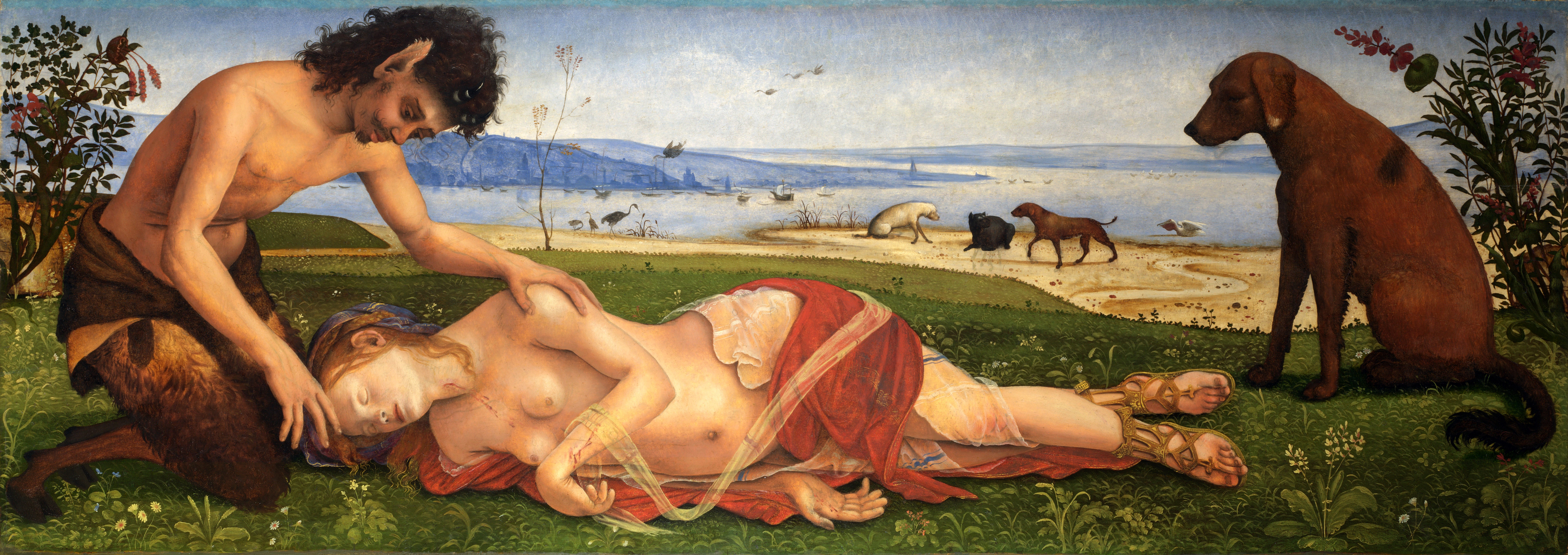
'De dood van Prokris' met Laelaps rechts afgebeeld

Laelaps was in de Griekse mythologie een hond die van de goden het vermogen gekregen had om elke prooi te vangen waar hij jacht op maakte.
In een van de verhalen rond zijn herkomst, was hij een geschenk van Zeus aan Europa. Deze gaf de hond aan koning Minos, via wie hij terecht kwam bij Prokris en haar man Kephalos.
Kephalos gebruikte Laelaps om te jagen op de Teumessische vos, die de gave had om nooit gevangen te worden. Zeus zag zich nu geconfronteerd met een paradox. Om deze impasse op te lossen versteende hij de beide dieren.